# سورمویلدی
سورمویلدی (قزاقی: Сормойылды) یک دریاچه در استان آبای کشور قزاقستان است.